# Paul Hornung
Pour les articles homonymes, voir Hornung.
College Football Hall of Fame 1985
Pro Football Hall of Fame 1986
(en) Statistiques sur pro-football-reference
Paul Vernon Hornung (né le 23 décembre 1935 et mort le 13 novembre 2020) est un joueur américain de football américain évoluant au poste de halfback pour les Packers de Green Bay. Élu au College Football Hall of Fame et au Pro Football Hall of Fame, il est l'un des meilleurs joueurs des années 1960. Entre 1957 et 1966, il remporte quatre titres de champion de la National Football League et le premier Super Bowl : le Super Bowl I. Il est le premier joueur vainqueur du trophée Heisman à être sélectionné en premier choix lors de la draft NFL.